# Land of the Dead: Road to Fiddler’s Green
Land of The Dead: Road to Fiddler’s Green (с англ. — «Земля Мёртвых: Дорога на Фиддлерс Грин») — компьютерная игра в жанре шутера от первого лица. Разработана компанией Brainbox Games, издана Groove Games. Игра использует движок на основе технологии игры Unreal. Имеется возможность играть как в одиночном, так и в сетевом режиме на 8 участников.

## Сюжет
Эта игра является приквелом к фильму «Земля мёртвых», действие которого происходит во время первой вспышки эпидемии зомби. Игрок выступает в роли фермера по имени Джек, который однажды обнаруживает, что его ферма окружена живыми мертвецами. Обнаружив, что соседние фермы опустели, он отправляется в город, надеясь найти помощь, но вместо этого обнаруживает, что город лежит в руинах, захваченный зомби. Позднее Джек узнаёт о существовании убежища, расположенного в городе, и ставит своей целью добраться до него.

## Игровой процесс
Игра использует традиционный игровой процесс шутера от первого лица. Игроки могут использовать различное оружие ближнего боя или огнестрельное оружие, чтобы сражаться с ордами зомби. Некоторые виды оружия способны расчленять зомби, в то время как другие виды оружия — нет. Челюсти, головы, руки, предплечья и ноги зомби могут быть отстрелены или отрублены игроком. Это может очень эффективно спасти игрока, чтобы совершить побег, если низкое количество здоровья или орда большая. Сама нежить появляется во многих разновидностях (обычные, вооружённые оружием ближнего боя, крикуны, вызывающие других зомби, ядовитые и взрывающиеся), и каждому требуется определённое количество ударов или выстрелов, чтобы убить, количество здоровья мертвецов зависит от уровня сложности игры. Игрок не может стать нежитью, но утверждается, что люди, которые умирают по какой-либо причине, становятся ими, как в фильме.
Многопользовательская составляющая игры состоит из множества типов онлайн-игр. Они состоят из режимов deathmatch, team deathmatch и «Захват флага». Существует также режим «Вторжение» (кооперативное выживание), в котором игроки оказываются в ловушке на небольшой карте, где они должны выжить в течение определённого периода времени. В этом режиме оружие и боеприпасы каждый раз появляются в одних и тех же местах, что позволяет игрокам избежать бремени нехватки боеприпасов. Игроки также могут забрать оружие ближнего боя у недавно убитых зомби, владеющих оружием ближнего боя. В некоторых вариантах карт Вторжения игроки, которые умирают или укушенные нежитью, сами становятся нежитью и пытаются убить своих бывших товарищей по команде.

## Разработка
Дизайнер Кристофер Лок посчитал, что серия «Живые мертвецы» «просто фантастична с точки зрения геймдизайна», и воспользовался возможностью, когда Ромеро снимал «Land of the Dead», чтобы рассмотреть возможность присоединения. У Brainbox Games была полностью разработанная однопользовательская компьютерная игра, прежде чем обратиться к Universal Pictures по поводу лицензионной сделки. Студия одобрила это и помогла с разработкой сюжетных элементов и окружения, которые связали бы игру с фильмом, например, нигде не употребляется слово «зомби».

## Критика
| Сводный рейтинг | Сводный рейтинг | Сводный рейтинг |
| Издание         | Оценка          | Оценка          |
| Издание         | PC              | Xbox            |
| --------------- | --------------- | --------------- |
| GameRankings    | N/A             | 45,60 %         |
| Metacritic      | 36/100          | 32/100          |

Land of the Dead: Road to Fiddler’s Green получила преимущественно отрицательные отзывы критиков. По данным агрегатора Metacritic, средний балл версии для персональных компьютеров составляет 36/100, основываясь на 4 рецензиях и 32/100 для версии на Xbox, основываясь на 9 рецензиях.
Алекс Наварро из редакции GameSpot поставил игре 1,9 (2,1 для версии для Windows) из 10 баллов, написав, что игра является «либо самым авангардным произведением игрового искусства, когда-либо попадавшим на рынок, либо абсолютно худшей игрой года. На самом деле, скорее всего, последнее». Впоследствии Road to Fiddler’s Green была выбрана сайтом как худшая игра 2005 года.